# Như Đông
Như Đông (giản thể: 如东县; phồn thể: 如東縣; bính âm: Rúdōng Xiàn) là một huyện thuộc địa cấp thị Nam Thông, tỉnh Giang Tô, Trung Quốc. Huyện này có diện tích 1.972 km², dân số năm 2020 là 880.006 người, mật độ dân số đạt 450 người/km². Mã số bưu chính là 226400. Chính quyền huyện đóng ở trấn Khuất Cảng.

## Phân chia hành chính
Huyện Như Đông được chia thành 14 trấn: Kiên Trà, Tào Phu, Xá Hà, Trường Sa, Đại Dư, Phong Lợi, Hà Khẩu, Tư, Khuất Cảng, Mã Đường, Song Điện, Tân Điếm, Dương Khẩu, Di Trang.